# Stir of Echoes
Stir of Echoes (br: Ecos do Além / pt: Espíritos Inquietos) é um filme estadunidense de 1999, dos géneros fantasia, suspense e terror, dirigido por David Koepp. O roteiro é baseado no romance homônimo de Richard Matheson, publicado em 1958.

## Sinopse
Tom Witzky é um pacato pai de família que, numa festa, aceita ser hipnotizado pela cunhada Isa.
Mas, o que deveria ser uma simples brincadeira acaba fazendo com que Tom seja assombrado por estranhas visões.
Obcecado, ele tenta descobrir o que causou esta mudança.

## Elenco
- Kevin Bacon .... Tom Witzky
- Kathryn Erbe .... Maggie Witzky
- Zachary David Cope .... Jake Witzky
- Jennifer Morrison .... Samantha Kozak
- Illeana Douglas .... Lisa
- Kevin Dunn .... Frank McCarthy
- Conor O'Farrell .... Harry Damon
- Liza Weil .... Debbie Kozak, the Babysitter
- Lusia Strus .... Sheila McCarthy